# Bernhard Ficken
Bernhard Ficken, auch bekannt als Befi (* 13. September 1924 in Bockhorst; † 8. Oktober 2007), war ein deutscher Heimatdichter aus Burlage (Gemeinde Rhauderfehn).

## Leben
Ficken wuchs in Bockhorst, einer Gemeinde im Nordosten des Landkreises Emsland in Niedersachsen, in einer Familie mit sieben Kindern, fünf Jungen und zwei Mädchen, auf. Später fuhr er zur See und arbeitete bis zu Beginn des Zweiten Weltkriegs auf einem Heringslogger. Er war dann auf einem Erzfrachter tätig und diente anschließend auf Vorpostenbooten oder Minensuchbooten bei der Kriegsmarine. Nach zwei Jahren Kriegsgefangenschaft kehrte er in seine Heimat zurück und war im Torfabbau tätig. Im Laufe der Zeit wurde er Torfmeister und war, als er in Rente ging, Betriebsleiter eines Torfwerkes.
Ficken malte in seiner Freizeit mehr als 300 Bilder, mit meist heimatlichen Motiven, in Öl, Kreide oder Bleistift. Als Autor verfasste er insgesamt acht Bücher, darunter einen Roman (Spuren des Lebens, 1980) sowie Gedichtbände, Geschichten über Land und Leute und Chroniken. Über Jahrzehnte erschien im General-Anzeiger seine plattdeutsche Wochenrückschau Telegramm aus Burlage.
In der Kommunalpolitik war er von 1973 bis 1996 Ratsherr der Gemeinde Rhauderfehn als auch stellvertretender Ortsbürgermeister in der Ortschaft Burlage. Zudem war er Mitbegründer und langjähriger Vorsitzender des SV Burlage, dessen Entwicklung vom Fußballverein zum Mehrspartenverein er maßgeblich beeinflusste, und des Heimatvereins Burlage. Auch an dem Wiederaufbau der Windmühle in Burlage und der Einrichtung eines kleinen Museums an der Mühle war er maßgeblich beteiligt.
Ficken war verheiratet und hatte drei Kinder.

## Auszeichnungen
Im Jahr 2001 wurde Bernhard Ficken das Verdienstkreuz am Bande der Bundesrepublik Deutschland durch den damaligen Landrat des Landkreises Leer, Andreas Schaeder, verliehen. In Gedenken an ihn wurde im Jahre 2008 eine Straße in der Gemeinde Rhauderfehn nach seinem Künstlernamen in Befi-Weg umbenannt. Im Jahr 2011 gründete Ingo Rieken, Enkel von Bernhard Ficken, am Befi-Weg in Burlage auf 10.000 Quadratmetern Befis NaturGarten, den Lehr- und Schaugarten des NABU Emsland Nord e.V.

## Werk
Bücher die im Eigenverlag Bernhard Ficken erschienen sind:
- Spuren des Lebens – Roman aus Norddeutschland, Ficken, Bernhard, 1980, Hardcover
- Mien lütje Loeg – Ortschronik von Burlage, Hardcover
- Mien lütje Loeg – Erzählungen aus Burlage, Hardcover
- Gedichte zum Schmunzeln up hochdütsch un platt, die Stirne zu runzeln öwer dit un dat. 1990, Hardcover
- De Lüü – Hör Land – Hör Leben. 1994, Softcover
- Syrakus – Der Marsch der Tiere. Softcover
- Licht und Schatten unserer Zeit. 1997, Taschenbuch
- Telegramm aus Burlage. Heiter und Besinnlich Gedichte, 2003, Softcover